# Rudolf Witzig
Rudolf Witzig (* 14. August 1916 in Röhlinghausen; † 3. Oktober 2001 in Oberschleißheim) war ein deutscher Fallschirmpionieroffizier der Wehrmacht und maßgeblich an der Eroberung des belgischen Forts Eben Emael am 10. Mai 1940 beteiligt.

## Kindheit und Jugend
Rudolf Witzig war der Sohn eines Ingenieurs und besuchte das Realgymnasium in Gelsenkirchen. Sein Abitur legte er am 7. März 1935 am Reformrealgymnasium in Kiel ab.

## Wehrmacht und Zweiter Weltkrieg
Witzig trat am 1. April 1935 als Offizieranwärter in das Pionier-Bataillon 16 in Höxter ein und wurde am 20. April 1937 zum Leutnant befördert. Im Dezember 1938 erfolgte seine Versetzung zur Luftwaffe. Als Zugführer übernahm er im August 1938 den Pionierzug eines Fallschirminfanteriebataillons der Luftwaffe, mit dem er zu Beginn des Zweiten Weltkriegs am Überfall auf Polen teilnahm. Als Oberleutnant wurde er mit seinem Pionierzug zur „Sturmabteilung Koch“ kommandiert. Zur Vorbereitung der Einnahme von Eben-Emael fuhr er in die Tschechoslowakei, besichtigte dort den Tschechoslowakischen Wall und die Beschusstests und Bombardierungstests, die die Wehrmacht dort durchführte, um daraus für die Eroberung der Maginot-Linie zu lernen.
Witzigs aus Fallschirm-Pionieren der 15. Fallschirm-Pionierkompanie bestehender Zug („Kampfgruppe Granit“) startete am 10. Mai 1940 vor dem Morgengrauen mit elf Schlepp-Gespannen (je eine Ju 52-3m zog einen Lastensegler DFS 230) auf dem Flughafen Köln-Ostheim. Ein Lastensegler musste nach einem missverstandenen Ausklinksignal in Düren notlanden. Weiterhin riss das Schleppseil jenes Schleppgespanns, in dessen Lastensegler Zugführer Witzig saß; das Gespann landete in Deutschland auf einer Rheinwiese. Witzig erreichte mit einem neuen Schleppflugzeug deshalb erst nach dem Ende der eigentlichen Kampfhandlungen gegen 8:30 den Ort des Geschehens auf dem Fort.
Die anderen neun Lastensegler landeten auf dem Plateau des Forts Eben-Emael; die mit 1185  belgischen Soldaten besetzte Festung kapitulierte um 11:30 Uhr des nächsten Tages. Witzig war maßgeblich für Planung und Ausbildung dieses schwierigen und für den Erfolg des Westfeldzuges wichtigen Unternehmens verantwortlich. Dass diese Operation trotz des frühen Ausfalls des Zugführers erfolgreich durchgeführt wurde, gilt als ein Paradebeispiel der Überlegenheit der deutschen Auftragstaktik. Nach diesem Erfolg wurde er mit dem Ritterkreuz des Eisernen Kreuzes ausgezeichnet und zum Hauptmann befördert.
Bei Gefechten nach dem Absprung über Kreta (bei Maleme) im Rahmen der Operation Merkur (20. Mai 1941) wurde Witzig schwer verwundet und in ein Luftwaffen-Feldlazarett nach Athen ausgeflogen. Nach seiner Genesung stand er als Bataillonskommandeur bei den Kämpfen um Tunesien (Afrikafeldzug) und an der Ostfront im Einsatz, wofür ihm wegen Tapferkeit vor dem Feind am 25. November 1944 das Eichenlaub zum Ritterkreuz (662. Verleihung) verliehen wurde. Vorher hatte er bereits am 17. Oktober 1943 das Deutsche Kreuz in Gold erhalten. Das Kriegsende erlebte Major Witzig als Kommandeur des Fallschirmjäger-Regiments 18 im Westen. Einen Tag zuvor, am 7. Mai 1945, war er noch mit der Ehrenblattspange der Luftwaffe ausgezeichnet worden.

## Bundeswehr und Leben in der Bundesrepublik Deutschland
Witzig trat am 16. Januar 1956 in die neu aufgestellte Bundeswehr ein und diente in dieser unter anderem als Kommandeur des Pionier-Bataillons 7 in Holzminden. Am 30. September 1974 ging er als Oberst in den Ruhestand.
Witzig war lange Jahre 1. Vorsitzender des Bundes Deutscher Fallschirmjäger e. V. sowie später dessen Ehrenmitglied.

## Beiträge
- Rudolf Witzig: Die Einnahme von Eben-Emael. In: Pionier 7/2, 1965, S. 50–58